# Herrerasaurus
Herrerasaurus war einer der frühesten und basalsten (ursprünglichsten) Dinosaurier. Fossilien dieses Fleischfressers stammen aus der frühen Obertrias (Karnium) aus dem Nordwesten Argentiniens. Diese Gattung wurde 1963 von Osvaldo Reig mit der bisher einzigen bekannten Art Herrerasaurus ischigualastensis erstmals wissenschaftlich beschrieben. Herrerasaurus bedeutet so viel wie „Herreras Echse“ und ehrt Victorino Herrera, einen Ziegenhirten, der das erste Fossil dieser Gattung fand.
Die Verwandtschaftsbeziehungen von Herrerasaurus waren lange unklar, da anfangs lediglich sehr fragmentarische Überreste bekannt waren. Während ihn einige Forscher für einen basalen Theropoden hielten, wurde er von anderen Forschern als basaler Vertreter der Sauropodomorpha oder als basaler Saurischier angesehen; einige Forscher vermuteten gar, dass Herrerasaurus gar kein Dinosaurier war.
1988 wurde ein nahezu vollständiges Skelett mitsamt Schädel entdeckt. Heute gilt Herrerasaurus entweder als basaler Theropode oder als basaler Saurischia, wobei ihn viele Forscher für den ursprünglichsten bisher bekannten Theropoden halten. Herrerasaurus ist namensgebender Vertreter der Herrerasauridae.

## Beschreibung

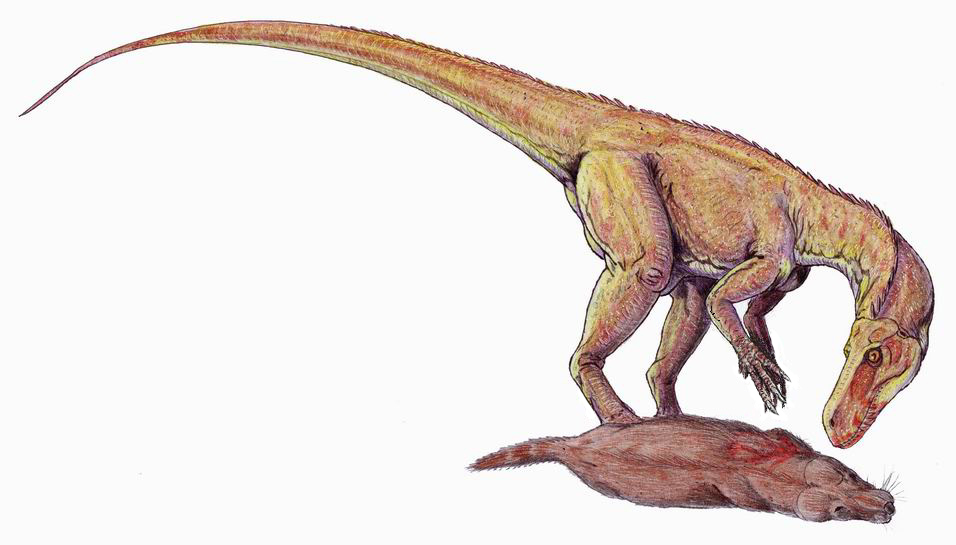
Künstlerische Zeichnung eines Herrerasaurus, fressend an einem Synapsiden-Kadaver

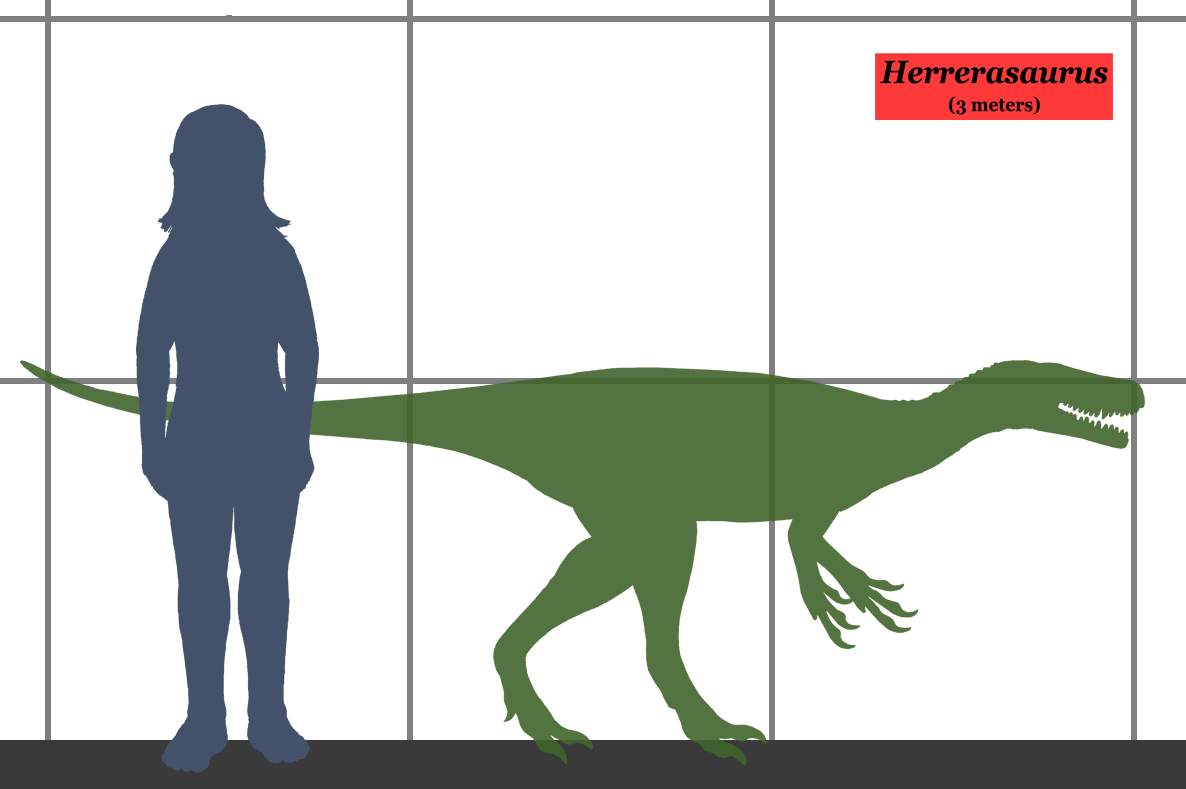
Größenvergleich zwischen Herrerasaurus und einem Menschen.

Herrerasaurus war ein relativ kleiner, leicht gebauter Fleischfresser (Karnivore). Die Körperlänge wird auf 3 bis 6 Meter geschätzt; die Hüfthöhe betrug mehr als 1,1 Meter. Das Gewicht wird auf 250 bis 350 Kilogramm geschätzt. Der Schädel eines sehr großen Exemplars, welches einst einer eigenen Gattung, Frenguellisaurus, zugeschrieben wurde, misst 56 Zentimeter Länge. Kleinere Exemplare hatten Schädel von etwa 30 Zentimeter Länge.

### Schädel
Herrerasaurus hatte einen langen, schmalen Schädel, der denen ursprünglicher Archosaurier wie etwa Euparkeria ähnelt, dem jedoch nahezu alle Spezialisierungen, wie sie für andere Dinosaurier typisch sind, fehlen. Er wies auf jeder Seite fünf Schädelfenster auf: Zwischen der Augen- und Nasenhöhle befand sich ein großes Antorbitalfenster sowie ein Promaxillarfenster – ein kleines, 1 Zentimeter langes, schlitzartiges Loch. Hinter der Augenhöhle befand sich ein großes Infratemporalfenster.
Im Unterkiefer befand sich ein flexibles Gelenk, welches das Festhalten von Beutetieren erleichterte. Diese Spezialisierung ist für Dinosaurier außergewöhnlich und hat sich unabhängig (konvergent) bei Echsen entwickelt. Die Kiefer waren mit großen, gezackten Zähnen ausgestattet. Der Hals war schlank und flexibel.

### Gliedmaßen
Die Vordergliedmaßen von Herrerasaurus machten weniger als die Hälfte der Länge der Hintergliedmaßen aus. Ober- und Unterarm waren recht kurz, während die Hand verlängert war. Die ersten beiden Finger und der Daumen endeten in gekrümmten, scharfen Krallen. Der vierte und der fünfte Finger waren reduziert und krallenlos.
Im Gegensatz zu den meisten Reptilien seiner Zeit war Herrerasaurus vollständig biped (zweibeinig laufend). Die Hinterbeine waren kräftig gebaut und zeichneten sich durch einen kurzen Oberschenkel und einen relativ langen Fuß aus, was auf einen schnellen Läufer weist. Der Fuß hatte fünf Zehen, wobei jedoch nur die mittleren drei (Zehen II, III, und IV) das Gewicht trugen. Die äußeren Zehen (I und V) waren klein; der erste Zeh hatte eine kleine Kralle. Der Schwanz war teilweise durch sich überlappende Wirbelfortsätze versteift, um den Körper beim Laufen auszubalancieren.

### Abgeleitete und basale Merkmale
Herrerasaurus zeigt ein Mosaik aus Merkmalen verschiedener abgeleiteterer Dinosauriergruppen sowie basalerer Archosaurier. Obwohl er die meisten Charakteristika mit den Dinosauriern teilt, weisen insbesondere die Hüft- und Beinknochen einige basale, für Dinosaurier untypische Merkmale auf. Das Becken ähnelte denen der Saurischia, wies jedoch ein verknöchertes Acetabulum (Hüftgelenkpfanne) auf, das nur teilweise geöffnet war. Das Ilium (Darmbein) wurde lediglich durch zwei Kreuzbeinwirbel unterstützt – eine basale Eigenschaft. Jedoch weist das Pubis (Schambein) nach hinten, ein abgeleitetes Merkmal, das Herrerasaurus mit den Dromaeosauridae und Vögeln teilt. Das Ende des Schambeins war stiefelförmig und ähnelte damit dem der Avetheropoda. Die Wirbelkörper waren sanduhrförmig wie bei Allosaurus.

## Systematik
Herrerasaurus ist Namensgeber der Familie Herrerasauridae, die während der Obertrias verbreitet war und einige der frühesten und basalsten Dinosaurier umfasst. Ihre Verwandtschaftsbeziehungen zu anderen basalen Dinosauriern sind unklar. Die meisten Studien des 21. Jahrhunderts klassifizieren sie als basale Theropoden, obwohl sie möglicherweise außerhalb der Theropoden an der Basis der Saurischia standen, oder sogar gar keine Dinosaurier waren. Während beispielsweise Sterling Nesbitt und Kollegen (2009, 2011) die Herrerasauridae für eine Gruppe sehr basaler Theropoden halten, vermuten andere Forscher wie beispielsweise Ezcurra (2010), dass sie weder zu den Theropoden, noch zu den Sauropodomorphen gehörten, sondern als Schwestergruppe der Eusaurischia sehr nahe an der Basis der Saurischia standen.
Ebenfalls strittig ist, welche weiteren Gattungen der Herrerasauridae zuzuordnen sind. Mögliche Herrerasauriden waren Sanjuansaurus, welcher ebenfalls aus der Ischigualasto-Formation stammt, Staurikosaurus aus der Santa-Maria-Formation des südlichen Brasiliens, Chindesaurus aus dem Versteinerten Wald der Chinle-Formation von Arizona, und Caseosaurus aus der Dockum-Formation von Texas. Andere mögliche basale Theropoden könnten mit der Herrerasauridae verwandt gewesen sein – darunter sind Alwalkeria aus der Maleri-Formation Indiens sowie Teyuwasu, welcher von sehr fragmentarischen Überresten aus Brasilien bekannt ist. Novas (1992) definierte die Herrerasauridae als knotenbasiertes Taxon (node based definition), das den gemeinsamen Vorfahren von Herrerasaurus und Staurikosaurus sowie alle Nachfahren dieses Vorfahren mit einschließt. Sereno (1998) definiert die Gruppe derweil als stammlinienbasiertes Taxon (stem based definition), das alle Taxa mit einschließt, die näher mit Herrerasaurus ischigualastensis als mit dem Haussperling (Passer domesticus) verwandt waren.

## Forschungsgeschichte
Herrerasaurus wurde von Osvaldo Reig 1963 erstmals wissenschaftlich beschrieben. Der Name ehrt Victorino Herrera, einem Ziegenhirten, der die ersten Fossilien von Herrerasaurus in der Nähe der argentinischen Stadt San Juan im Jahr 1959 gefunden hatte. Diese Sedimente, in denen auch Fossilien von Eoraptor gefunden wurden, gehören zur Ischigualasto-Formation und werden auf das späte Ladinium bis frühe Karnium datiert (Obertrias). Zusammen mit Herrerasaurus beschrieb Reig einen zweiten Dinosaurier aus der Ischigualasto-Formation – Ischisaurus cattoi. Ischisaurus gilt heute jedoch als ein Jungtier von Herrerasaurus und damit als ein jüngeres Synonym. Zwei weitere Teilskelette mit Schädel wurden von Fernando Novas im Jahr 1986 als Frenguellisaurus ischigualastensis beschrieben, heute aber ebenfalls der Gattung Herrerasaurus zugeordnet.
Die Verwandtschaftsbeziehungen von Herrerasaurus werden seit der Erstbeschreibung kontrovers diskutiert. Reig vermutete, Herrerasaurus sei ein früher Vertreter der Carnosauria. Steel dagegen klassifizierte Herrerasaurus im Jahr 1970 als einen Prosauropoden. Peter Galton deklarierte die Gattung als nicht weiter einordbaren Saurischia. Andere Autoren sahen Herrerasaurus zusammen mit Staurikosaurus als sehr basale Dinosaurier außerhalb der Saurischia. Mehrere Forscher klassifizieren Herrerasaurus außerhalb der Dinosaurier.

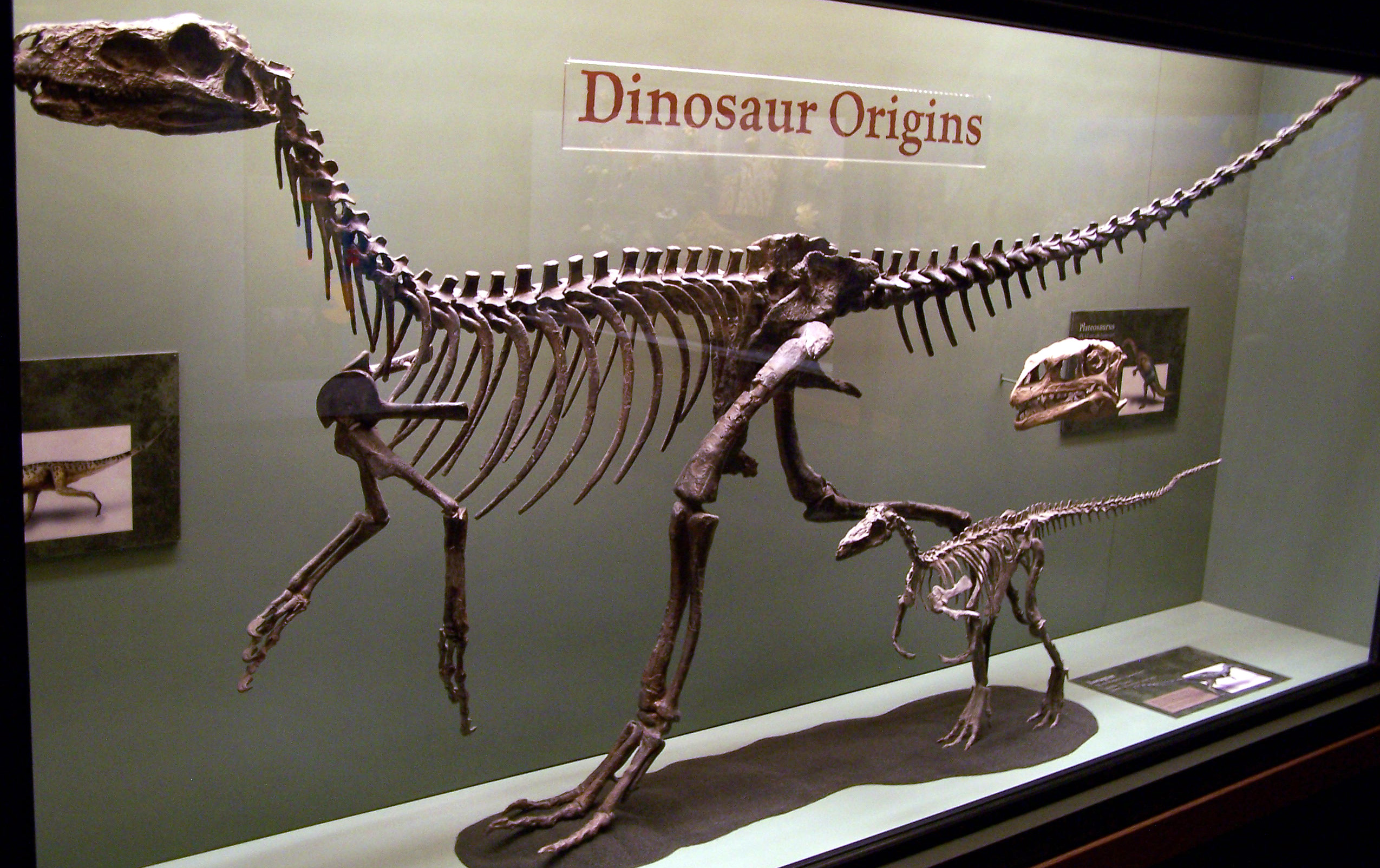
Skelett von Herrerasaurus zusammen mit einem kleineren Eoraptor-Skelett und einem Plateosaurus-Schädel, ausgestellt im North American Museum of Ancient Life.

Erst 1988 gelang einer Forschergruppe um Paul Sereno die Entdeckung eines vollständigen Schädels. Basierend auf dieser neuen Entdeckung klassifizierten Autoren wie Thomas R. Holtz und José Bonaparte Herrerasaurus an der Basis der Saurischia und außerhalb der Sauropodomorpha und der Theropoda. Sereno dagegen bevorzugte es, Herrerasaurus (und die Herrerasauridae) als basale Theropoden anzusehen. Der Großteil der neueren Studien unterstützt eine dieser beiden Hypothesen: So favorisieren Rauhut (2003) sowie Bittencourt und Kellner (2004) die Hypothese des basalen Theropoden, während Max Langer (2004), Langer und Benton (2006), und Randall Irmis und Koautoren (2007) die Hypothese des basalen Saurischiers unterstützen. Sollte Herrerasaurus tatsächlich ein Theropode gewesen sein, würde dies bedeuten, dass sich die Theropoda, Sauropodomorpha und Ornithischia noch vor der Evolution der Herrerasauridae herausgebildet haben – womöglich noch vor dem mittleren Karnium, und dass diese Großgruppen der Dinosaurier verschiedene für Dinosaurier typische Merkmale unabhängig voneinander erworben haben, wie das fortgeschrittene Fußgelenk oder das offene Acetabulum. Diese Hypothese wird durch große, dreizehige Fußspuren unterstützt, die wahrscheinlich von theropoden Dinosauriern hinterlassen wurden: Diese Spuren stammen aus dem Ladinium (Mittlere Trias) der Los-Rastros-Formation von Argentinien und sind damit 3 bis 5 Millionen Jahre älter als die Herrerasaurus-Fossilien.
Studien über frühe Dinosaurier wie Herrerasaurus bilden eine wichtige Grundlage für die Definition der Dinosaurier als monophyletische Gruppe. So lässt eine Studie über Herrerasaurus von Sereno (1992) vermuten, dass viele gemeinsame neuerworbene Merkmale früher Dinosaurier keine gemeinsam abgeleiteten Merkmale (Synapomorphien) der Dinosaurier waren, sondern sich unabhängig voneinander (konvergent) bei verschiedenen Dinosauriergruppen herausbildeten. Zudem schlug Sereno, basierend auf seiner Studie über Herrerasaurus, verschiedene weitere Synapomorphien der Gruppe Dinosauria vor.

## Paläoökologie

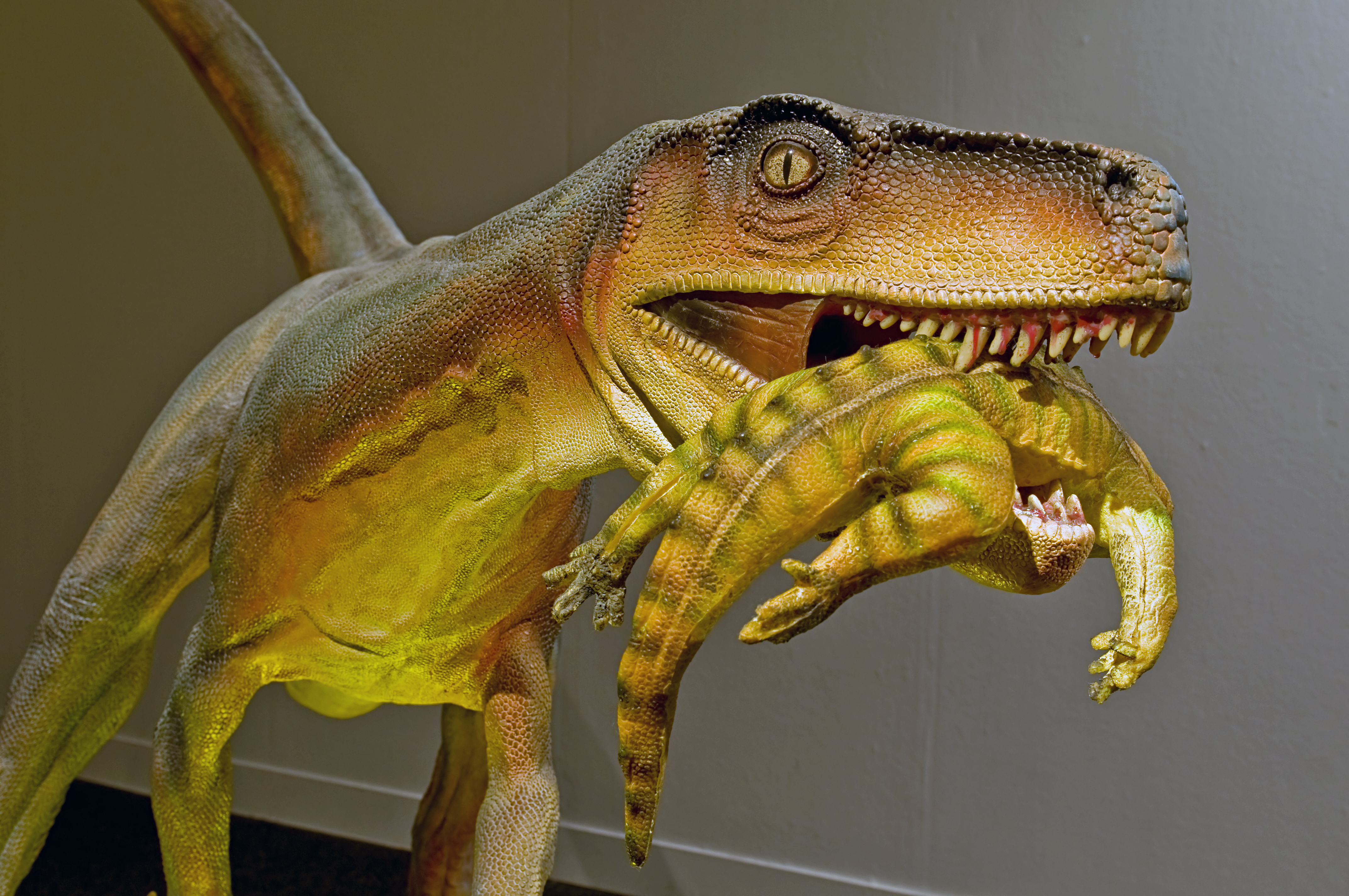
Künstlerisches plastisches Modell von Herrerasaurus mit Beute

Herrerasaurus lebte vor etwa 235 bis 228 Millionen Jahren während der frühen Obertrias (Karnium) und damit in einer Zeit, als die Dinosaurier noch nicht die dominierenden Landwirbeltiere waren. Die Wirbeltierfauna der Ischigualasto-Formation und der etwas jüngeren Los-Colorados-Formation bestand hauptsächlich aus einer Vielzahl von Archosauriern aus der Gruppe Crurotarsi sowie aus Synapsiden. In der Ischigualasto-Formation machten Dinosaurier lediglich 6 % der Fauna aus. Bis zum Ende der Trias wurden sie die dominierenden Landtiere, während die Vielfalt und Anzahl der anderen Archosaurier und Synapsiden abnahm.
Die Sedimente der Ischigualasto-Formation lagerten innerhalb von Flussauen ab. Das Gebiet war mit Wald bedeckt und vulkanisch aktiv. Das Klima war warm und feucht, aber durch saisonale Schwankungen geprägt; so finden sich Hinweise auf starke saisonale Regenfälle. Die Vegetation bestand aus Farnen wie beispielsweise Cladophlebis, Schachtelhalmen und der riesigen Konifere Protojuniperoxylon. Diese Pflanzen bildeten Hochlandwälder entlang der Flussniederungen. Herrerasaurus scheint der häufigste Fleischfresser der Ischigualasto-Formation gewesen zu sein. Andere Fleischfresser dieser Formation waren Eoraptor, ein weiterer früher Dinosaurier; Saurosuchus, ein riesiger Rauisuchia; der kleinere Venaticosuchus, ein Ornithosuchidae; sowie die Chiniquodontidae, eine Familie aus der Gruppe der Therapsida. Pflanzenfresser waren durch Rhynchosaurier wie Hyperodapedon; Aetosaurier; Dicynodonten aus der Familie Kannemeyeridae wie etwa Ischigualastia, sowie durch Therapsiden aus der Familie Traversodontidae vertreten, wie beispielsweise Exaeretodon. Des Weiteren gab es pflanzenfressende Dinosaurier, wie den Ornithischia Pisanosaurus.

## Paläobiologie und Paläopathologie

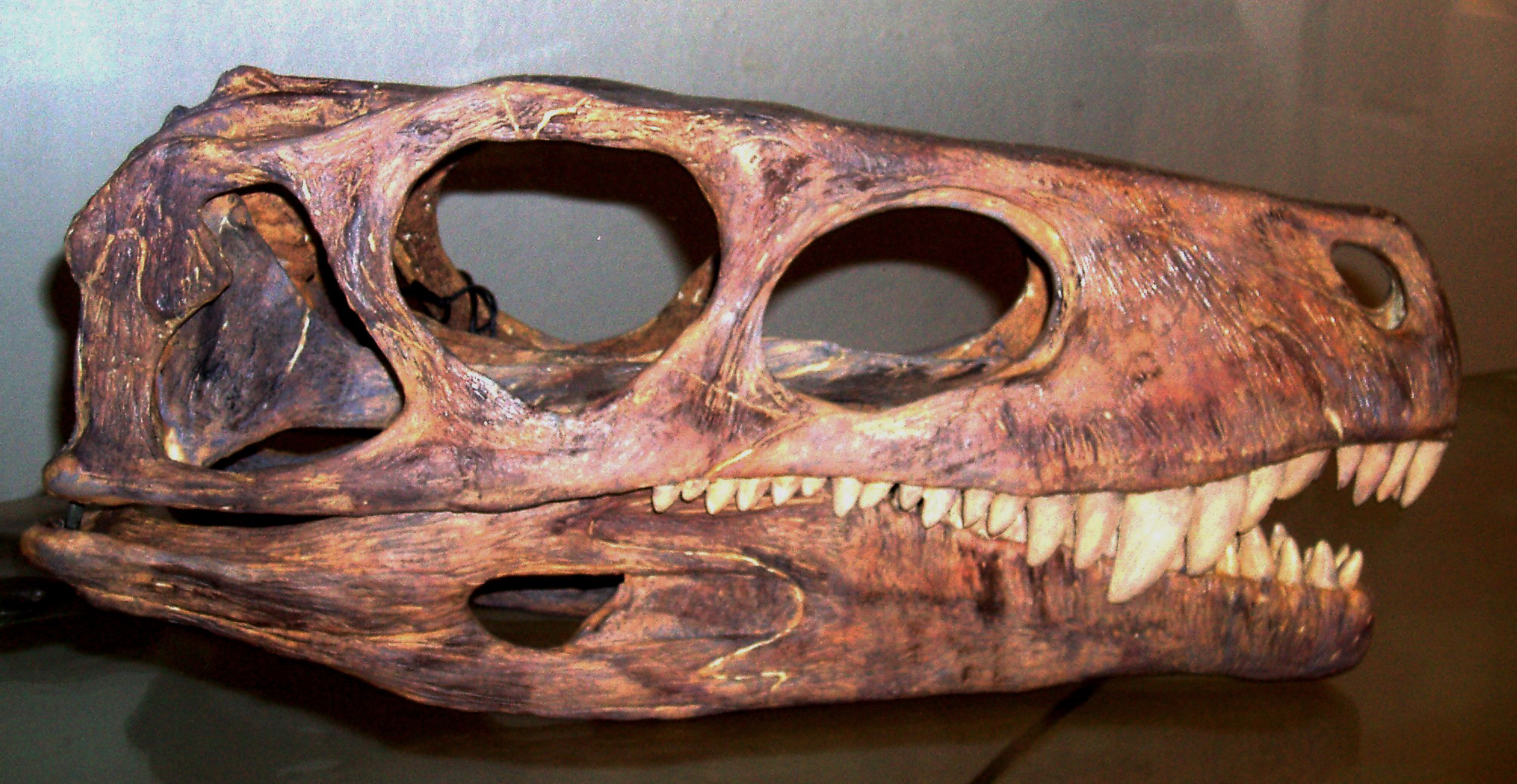
Abguss eines Schädels im Museo Civico di Storia Naturale di Milan

Herrerasaurus war vermutlich ein aktiver Prädator, worauf die flexiblen Kiefer hindeuten. Er war größer und vermutlich schwerfälliger als der kleinere Verwandte Staurikosaurus. Die Spitzenprädatoren der Ischigualasto-Fauna waren vermutlich große Rauisuchier. Herrerasaurus und Rauisuchier stellten womöglich den pflanzenfressenden Rhynchosauriern und Synapsiden nach.
In der Ischigualasto-Formation treten Koprolithen (fossiler Dung) auf, die kleine Knochen, aber keine pflanzlichen Reste enthalten und möglicherweise von Herrerasaurus stammen. Mineralogische und chemische Analysen dieser Koprolithen zeigen, dass Herrerasaurus imstande war, Knochen zu verdauen, sollte die Zuordnung der Koprolithen zu Herrerasaurus korrekt sein.
Vergleiche zwischen den Skleralringen von Herrerasaurus und modernen Vögeln und Reptilien lassen vermuten, dass dieses Tier möglicherweise kathemeral lebte, also sowohl am Tag als auch in der Nacht in jeweils kurzen Intervallen aktiv wurde.
Einer der bekannten Herrerasaurus-Schädel weist drei verheilte Stichwunden auf. Diese Wunden finden sich mit jeweils unterschiedlicher Ausrichtung in unterschiedlichen Bereichen des Schädels, was anzeigt, dass sie unabhängig voneinander zugefügt wurden. Die Wunden laborierten an einer Infektion, worauf ein poröser, die Wunden umgebender Wall hinweist, der als Schwellung interpretiert wird. Womöglich rühren diese Wunden von dem großen Rauisuchier Saurosuchus her – wahrscheinlicher ist jedoch, dass sie bei Kämpfen mit Artgenossen entstanden sind, worauf die mäßige Größe der Wunden und der Umstand hinweisen, dass sie nicht zum Tod des Tieres führten.
Bruce Rothschild und Kollegen (2001) untersuchten 12 Handknochen sowie 20 Fußknochen von Herrerasaurus auf Hinweise auf Ermüdungsfrakturen, fanden allerdings keine.